# Seleção Brasileira de Hóquei no Gelo Masculino
A Seleção Brasileira de Hóquei no Gelo Masculino é a representação oficial do Brasil no hóquei no gelo em competições internacionais. A entidade que gerencia a seleção é a Confederação Brasileira de Desportos no Gelo. O país é filiado à Federação Internacional de Hóquei no Gelo (IIHF) desde 1984, mas nunca disputou um Campeonato Mundial da modalidade, nem os Jogos Olímpicos de Inverno.
A primeira competição disputada pela equipe foi o Campeonato Pan-Americano de Hóquei no Gelo de 2014, no México, em sua primeira edição. A primeira partida foi contra a seleção mexicana, com os anfitriões ganhando por 16 a 0.

## Classificação no Torneio Pan-Americano de Hóquei no Gelo
- 2014 - 5º[4]
- 2015 - 3º[4]
- 2016 - 4º[6]

## Escalação
| Nome                         | Posição |
| ---------------------------- | ------- |
| Allen Edgard Ruane           | GK      |
| Daniel Rodrigues Hammerle    | GK      |
| Pedro do Nascimento Tonietto | GK      |
| Luiz Paulo Serrano de Araújo | DEF     |
| Gustavo Tecchio Brandao      | DEF     |
| Eduardo Dalmazo              | DEF     |
| João Reis Gonçalves          | DEF     |
| Jose Alexandre Guilardi      | DEF     |
| Decio Limeira Silva          | DEF     |
| Rafael Lindenberg de Thuin   | DEF     |
| Daniel Henrique Vannuchi     | DEF     |
| Daniel Alves                 | FW      |
| Daniel Baptista              | FW      |
| Julio Leite Baptista         | FW      |
| Henrique Mesquita Degani     | FW      |
| Bruno Farias Gomes           | FW      |
| Tiago Rodrigues Gomes        | FW      |
| Leandro Domingues Graciano   | FW      |
| Yan Domingues Graciano       | FW      |
| Bobby Stout                  | FW      |
| Frank Stout                  | FW      |
| Marcelo Rodrigues            | FW      |
| João Henrique Vasconcelos    | FW      |